# Heinrich Franssen

Heinrich Franssen (1830–1881). Photographie von Junk & Schultz, Berlin. um 1874

Heinrich Joseph Hubert Franssen (* 23. Mai 1830 in Köln; † 7. November 1881 in Bonn) war Weinbergsbesitzer, Kaufmann und Mitglied des deutschen Reichstags.

## Leben
Franssen besuchte das Gymnasium an Marzellen in Köln. Bis 1873 war Kaufmann und reiste u. a. nach Italien. Im Krieg 1870/71 war er wiederholt mit dem Roten Kreuz in Frankreich.
Ab 1873 war er Mitglied des Preußischen Abgeordnetenhauses und ab 1874 des Deutschen Reichstags jeweils für den Wahlkreis Regierungsbezirk Aachen 1 (Schleiden-Malmedy) und das Zentrum. Beide Mandate behielt er bis zu seinem Tode.
Er war Ehrenmitglied der katholischen Studentenverbindung KDStV Bavaria Bonn im CV.
Franssen starb 1881 im Alter von 51 Jahren. Die Familiengrabstätte auf dem Kölner Melaten-Friedhof wurde inzwischen in Grabpatenschaft übernommen.